# Troisième district congressionnel de l'Alabama
Le 3e district congressionnel d'Alabama est un district du Congrès des États-Unis en Alabama. Il est basé dans le centre-est de l'Alabama et englobe des parties du comté de Montgomery et l'intégralité des comtés de Calhoun, Chambers, Cherokee, Clay, Cleburne, Lee, Macon, Randolph, Russell, St. Clair, Talladega et Tallapoosa.
Le district englobe une partie de la ville de Montgomery. Les autres villes du district comprennent Phenix City, Talladega, Tuskegee et Auburn. Au niveau fédéral, le district est assez républicain, mais pas aussi fortement que la plupart des autres districts de l'État. John McCain a remporté le district en 2008 avec 56,21 % des voix tandis que Barack Obama a remporté 43,04 % des voix.
Le district est actuellement représenté par le Républicain Mike Rogers et était autrefois représenté par Bob Riley, l'ancien Gouverneur de l'Alabama.

## Historique des votes
| Année | Poste     | Résultats          |
| ----- | --------- | ------------------ |
| 2000  | Président | Bush 52 % - 47 %   |
| 2004  | Président | Bush 58 % - 41 %   |
| 2008  | Président | McCain 56 % - 43 % |
| 2012  | Président | Romney 62 % - 37 % |
| 2016  | Président | Trump 64 % - 33 %  |
| 2020  | Président | Trump 65 % - 34 %  |

## Liste des Représentants du district
| Membre                                                      | Parti                                                       | Années                               | Congrès     | Histoire électoral | District |
| ----------------------------------------------------------- | ----------------------------------------------------------- | ------------------------------------ | ----------- | --- | --- |
| District créé le 4 mars 1823                                |                                                             |                                      |             | | |
| George Washington Owen (en)                                 | Républicain-Démocrate                                       | 4 mars 1823 - 3 mars 1825            | 18e - 20e   | Élu en 1823. Réélu en 1825. Réélu en 1827. Retrait. | 1823–1825 District sud : Autauga, Baldwin, Butler, Clark, Conecuh, Covington, Dallas, Henry, Mobile, Montgomery, Monroe, Pike, Washington et Wilcox                  |
| George Washington Owen (en)                                 | Jacksonien (en)                                             | 4 mars 1825 - 3 mars 1829            | 18e - 20e   | Élu en 1823. Réélu en 1825. Réélu en 1827. Retrait. | 1825–1833 District sud : Comtés d'Autauga, Baldwin, Blount, Butler, Clark, Conecuh, Covington, Dallas, Henry, Mobile, Montgomery, Monroe, Pike, Washington et Wilcox |
| Dixon Hall Lewis (en)                                       | Jacksonien (en)                                             | 4 mars 1829 - 3 mars 1833            | 21e , 22e   | Élu en 1829. Réélu en 1831. Redécoupage vers le 4e district. | 1825–1833 District sud : Comtés d'Autauga, Baldwin, Blount, Butler, Clark, Conecuh, Covington, Dallas, Henry, Mobile, Montgomery, Monroe, Pike, Washington et Wilcox |
| Samuel Wright Mardis (en)                                   | Jacksonien (en)                                             | 4 mars 1833 - 3 mars 1835            | 23e         | Redécoupage depuis le 2e district de réélu en 1833. Retired. | 1833–1843 |
| Joab Lawler (en)                                            | Whig                                                        | 4 mars 1835 - 8 mai 1838             | 24e , 25e   | Élu en 1835. Réélu en 1837. Décès. | 1833–1843 |
| Vacant                                                      | Vacant                                                      | 8 mai 1838 - 4 septembre 1838        | 25e         | | 1833–1843 |
| George Whitfield Crabb (en)                                 | Whig                                                        | 4 septembre 1838 - 3 mars 1841       | 25e , 26e   | Élu pour terminer le mandat de Lawler. Réélu en 1839. Redécoupage vers le district at-large et perd sa réélection. | 1833–1843 |
| District inactif, tous les Représentants sont élus at-large | District inactif, tous les Représentants sont élus at-large | 3 mars 1841 - 4 mars 1843            | 27e         | | |
| Dixon Hall Lewis (en)                                       | Démocrate                                                   | 4 mars 1843 - 22 avril 1844          | 28e         | Redécoupage depuis le district at-large et réélu en 1843. Démissionne lorsque nommé comme Sénateur des États-Unis | 1843–1853 |
| Vacant                                                      | Vacant                                                      | 22 avril 1844 - 2 décembre 1844      | 28e         | | 1843–1853 |
| William Lowndes Yancey                                      | Démocrate                                                   | 2 décembre 1844 - 1er septembre 1846 | 28e , 29e   | Élu pour terminer le mandat de Lewis. Réélu en 1845. Démission. | 1843–1853 |
| Vacant                                                      | Vacant                                                      | 1er septembre 1846 - 7 décembre 1846 | 29e         | | 1843–1853 |
| James La Fayette Cottrell (en)                              | Démocrate                                                   | 7 décembre 1846 - 3 mars 1847        | 29e         | Élu pour terminer le mandat de Yancey. Retrait. | 1843–1853 |
| Sampson Willis Harris (en)                                  | Démocrate                                                   | 4 mars 1847 - 3 mars 1855            | 30e - 33e   | Élu en 1847. Réélu en 1849. Réélu en 1851. Réélu en 1853. Redécoupage vers le 7e district. | 1843–1853 |
| Sampson Willis Harris (en)                                  | Démocrate                                                   | 1853–1863                            | 30e - 33e   | Élu en 1847. Réélu en 1849. Réélu en 1851. Réélu en 1853. Redécoupage vers le 7e district. | |
| James Ferguson Dowdell (en)                                 | Démocrate                                                   | 4 mars 1855 - 3 mars 1859            | 34e , 35e   | Redécoupage depuis le 7e district et réélu en 1855. Réélu en 1855. Retired. | |
| David Clopton (en)                                          | Démocrate                                                   | 4 mars 1859 - 21 janvier 1861        | 36e         | Élu en 1859. Retrait à la suite de la guerre de Sécession. | |
| Vacant                                                      | Vacant                                                      | 21 janvier 1861 - 21 juillet 1868    | 36e - 40e   | Guerre de Sécession et Reconstruction. | |
| Vacant                                                      | Vacant                                                      | 21 janvier 1861 - 21 juillet 1868    | 36e - 40e   | Guerre de Sécession et Reconstruction. | 1863–1873 |
| Benjamin White Norris (en)                                  | Républicain                                                 | 21 juillet 1868 - 3 mars 1869        | 40e         | Élu pour un mandat partiel en 1868. Perd sa réélection. | |
| Robert Stell Heflin (en)                                    | Républicain                                                 | 4 mars 1869 - 3 mars 1871            | 41e         | Élu en 1868. Retrait. | |
| William Anderson Handley (en)                               | Démocrate                                                   | 4 mars 1871 - 3 mars 1873            | 42e         | Élu en 1870. Retrait. | |
| Charles Pelham (en)                                         | Républicain                                                 | 4 mars 1873 - 3 mars 1875            | 43e         | Élu en 1872. Retrait. | 1873–1883 |
| Taul Bradford (en)                                          | Démocrate                                                   | 4 mars 1875 - 3 mars 1877            | 44e         | Élu en 1874. Retrait. | 1873–1883 |
| Jeremiah Norman Williams (en)                               | Démocrate                                                   | 4 mars 1877 - 3 mars 1879            | 45e         | Redécoupage depuis le 2e district et réélu en 1876. Retired. | 1873–1883 |
| William J. Samford                                          | Démocrate                                                   | 4 mars 1879 - 3 mars 1881            | 46e         | Élu en 1878. | 1873–1883 |
| William C. Oates                                            | Démocrate                                                   | 4 mars 1881 - 5 novembre 1894        | 47e - 53e   | Élu en 1880. Réélu en 1882. Réélu en 1884. Réélu en 1886. Réélu en 1888. Réélu en 1890. Réélu en 1892. Retrait pour se présenter comme Gouverneur, puis démission lorsqu'élu.                                                         | 1873–1883 |
| William C. Oates                                            | Démocrate                                                   | 4 mars 1881 - 5 novembre 1894        | 47e - 53e   | Élu en 1880. Réélu en 1882. Réélu en 1884. Réélu en 1886. Réélu en 1888. Réélu en 1890. Réélu en 1892. Retrait pour se présenter comme Gouverneur, puis démission lorsqu'élu.                                                         | 1883–1893 |
| George Paul Harrison Jr. (en)                               | Démocrate                                                   | 6 novembre 1894 - 3 mars 1897        | 53e , 54e   | Élu pour terminer le mandat d'Oates. Élu par la suite pour un mandat complet. Retrait. | |
| George Paul Harrison Jr. (en)                               | Démocrate                                                   | 6 novembre 1894 - 3 mars 1897        | 53e , 54e   | Élu pour terminer le mandat d'Oates. Élu par la suite pour un mandat complet. Retrait. | 1893–1903 |
| Henry De Lamar Clayton Jr. (en)                             | Démocrate                                                   | 4 mars 1897 - 25 mai 1914            | 55e - 63e   | Élu en 1896. Réélu en 1898. Réélu en 1900. Réélu en 1902. Réélu en 1904. Réélu en 1906. Réélu en 1908. Réélu en 1910. Réélu en 1912. Démission pour devenir Juge du District Nord et du District Central de l'Alabama.                | |
| Henry De Lamar Clayton Jr. (en)                             | Démocrate                                                   | 4 mars 1897 - 25 mai 1914            | 55e - 63e   | Élu en 1896. Réélu en 1898. Réélu en 1900. Réélu en 1902. Réélu en 1904. Réélu en 1906. Réélu en 1908. Réélu en 1910. Réélu en 1912. Démission pour devenir Juge du District Nord et du District Central de l'Alabama.                | 1913–1933 |
| Vacant                                                      | Vacant                                                      | 25 mai 1914 - 29 juin 1914           | 63e         | | |
| William Oscar Mulkey (en)                                   | Démocrate                                                   | 29 juin 1914 - 3 mai 1915            | 63e         | Élu pour terminer le mandat de Clayton. Retrait. | |
| Henry B. Steagall                                           | Démocrate                                                   | 4 mars 1915 - 2 novembre 1943        | 64e - 77e   | Élu en 1914. Réélu en 1916. Réélu en 1918. Réélu en 1920. Réélu en 1922. Réélu en 1924. Réélu en 1926. Réélu en 1928. Réélu en 1930. Réélu en 1932. Réélu en 1934. Réélu en 1936. Réélu en 1938. Réélu en 1940. Réélu en 1942. Décès. | |
| Henry B. Steagall                                           | Démocrate                                                   | 4 mars 1915 - 2 novembre 1943        | 64e - 77e   | Élu en 1914. Réélu en 1916. Réélu en 1918. Réélu en 1920. Réélu en 1922. Réélu en 1924. Réélu en 1926. Réélu en 1928. Réélu en 1930. Réélu en 1932. Réélu en 1934. Réélu en 1936. Réélu en 1938. Réélu en 1940. Réélu en 1942. Décès. | 1943–1953 |
| Vacant                                                      | Vacant                                                      | 22 novembre 1943 - 14 mars 1944      | 78e         | | |
| George W. Andrews (en)                                      | Démocrate                                                   | 14 mars 1944 - 3 janvier 1963        | 78e - 87e   | Élu pour terminer le mandat de Steagall. Réélu en 1944. Réélu en 1946. Réélu en 1948. Réélu en 1950. Réélu en 1952. Réélu en 1954. Réélu en 1956. Réélu en 1958. Réélu en 1960. Redécoupage vers le district at-large.                | |
| George W. Andrews (en)                                      | Démocrate                                                   | 14 mars 1944 - 3 janvier 1963        | 78e - 87e   | Élu pour terminer le mandat de Steagall. Réélu en 1944. Réélu en 1946. Réélu en 1948. Réélu en 1950. Réélu en 1952. Réélu en 1954. Réélu en 1956. Réélu en 1958. Réélu en 1960. Redécoupage vers le district at-large.                | 1953–1963 |
| District inactif, tous les Représentants sont élus at-large | District inactif, tous les Représentants sont élus at-large | 3 janvier 1963 - 3 janvier 1965      | 88e         | | |
| George W. Andrews (en)                                      | Démocrate                                                   | 3 janvier 1965 - 25 décembre 1971    | 89e - 92e   | Redécoupage depuis le district at-large et réélu en 1964. Réélu en 1966. Réélu en 1968. Réélu en 1970. Décès. | 1965–1973 |
| Vacant                                                      | Vacant                                                      | 25 décembre 1971 - 4 avril 1972      | 92e         | | 1965–1973 |
| Elizabeth B. Andrews (en)                                   | Démocrate                                                   | 4 avril 1972 - 3 janvier 1973        | 92e         | Élue pour terminer le mandat de son mari. Retrait. | 1965–1973 |
| Bill Nichols (en)                                           | Démocrate                                                   | 3 janvier 1973 - 13 décembre 1988    | 93e - 100e  | Redécoupage depuis le 4e district et réélu en 1972. Réélu en 1974. Réélu en 1976 Réélu en 1978. Réélu en 1980. Réélu en 1982. Réélu en 1984. Réélu en 1986. Réélu en 1988 mais décède avant le début de son mandat.                   | 1973–1983 |
| Bill Nichols (en)                                           | Démocrate                                                   | 3 janvier 1973 - 13 décembre 1988    | 93e - 100e  | Redécoupage depuis le 4e district et réélu en 1972. Réélu en 1974. Réélu en 1976 Réélu en 1978. Réélu en 1980. Réélu en 1982. Réélu en 1984. Réélu en 1986. Réélu en 1988 mais décède avant le début de son mandat.                   | 1983–1993 |
| Vacant                                                      | Vacant                                                      | 13 décembre 1988 - 4 avril 1989      | 100e , 101e | | |
| Glen Browder (en)                                           | Démocrate                                                   | 4 avril 1989 - 3 janvier 1997        | 101e - 104e | Élu pour terminer le mandat de Nichols. Réélu en 1990. Réélu en 1992. Réélu en 1994. Retrait pour se présenter comme Sénateur des États-Unis.                                                                                         | |
| Glen Browder (en)                                           | Démocrate                                                   | 4 avril 1989 - 3 janvier 1997        | 101e - 104e | Élu pour terminer le mandat de Nichols. Réélu en 1990. Réélu en 1992. Réélu en 1994. Retrait pour se présenter comme Sénateur des États-Unis.                                                                                         | 1993–2003 |
| Bob Riley                                                   | Républicain                                                 | 3 janvier 1997 - 3 janvier 2003      | 105e - 107e | Élu en 1996. Réélu en 1998. Réélu en 2000. Retrait pour se présenter comme Gouverneur de l'Alabama. | |
| Mike Rogers                                                 | Républicain                                                 | 3 janvier 2003 - Présent             | 108e - 117e | Élu en 2002. Réélu en 2004. Réélu en 2006. Réélu en 2008. Réélu en 2010. Réélu en 2012. Réélu en 2014. Réélu en 2016. Réélu en 2018. Réélu en 2020.                                                                                   | 2003–2013 |
| Mike Rogers                                                 | Républicain                                                 | 3 janvier 2003 - Présent             | 108e - 117e | Élu en 2002. Réélu en 2004. Réélu en 2006. Réélu en 2008. Réélu en 2010. Réélu en 2012. Réélu en 2014. Réélu en 2016. Réélu en 2018. Réélu en 2020.                                                                                   | 2013–présent |

## Résultats des récentes élections
Voici les résultats des dix précédents cycles électoraux dans le district.

### 2004
| Élection de 2004 du 3e district congressionnel de l'Alabama | Élection de 2004 du 3e district congressionnel de l'Alabama | Élection de 2004 du 3e district congressionnel de l'Alabama | Élection de 2004 du 3e district congressionnel de l'Alabama | Élection de 2004 du 3e district congressionnel de l'Alabama |
| ----------------------------------------------------------- | ----------------------------------------------------------- | ----------------------------------------------------------- | ----------------------------------------------------------- | ----------------------------------------------------------- |
| Parti                                                       | Parti                                                       | Candidat                                                    | Votes                                                       | %                                                           |
|                                                             | Républicain                                                 | Mike Rogers (sortant)                                       | 150 411                                                     | 61,20 %                                                     |
|                                                             | Démocrate                                                   | Bill Fuller                                                 | 95 240                                                      | 38,75 %                                                     |
|                                                             | Write-in                                                    | Write-in                                                    | 133                                                         | 0,05 %                                                      |
| Total des votes                                             | Total des votes                                             | Total des votes                                             | 245 784                                                     | 100 %                                                       |
|                                                             | Les Républicains conservent                                 |                                                             |                                                             |                                                             |

### 2006
| Élection de 2006 du 3e district congressionnel de l'Alabama | Élection de 2006 du 3e district congressionnel de l'Alabama | Élection de 2006 du 3e district congressionnel de l'Alabama | Élection de 2006 du 3e district congressionnel de l'Alabama | Élection de 2006 du 3e district congressionnel de l'Alabama |
| ----------------------------------------------------------- | ----------------------------------------------------------- | ----------------------------------------------------------- | ----------------------------------------------------------- | ----------------------------------------------------------- |
| Parti                                                       | Parti                                                       | Candidat                                                    | Votes                                                       | %                                                           |
|                                                             | Républicain                                                 | Mike Rogers                                                 | 98 257                                                      | 59,44 %                                                     |
|                                                             | Démocrate                                                   | Greg Pierce                                                 | 63 559                                                      | 38,45 %                                                     |
|                                                             | Indépendant                                                 | Mark Edwin Layfield                                         | 3 414                                                       | 2,07 %                                                      |
|                                                             | Write-in                                                    | Write-in                                                    | 71                                                          | 0,04 %                                                      |
| Total des votes                                             | Total des votes                                             | Total des votes                                             | 165 301                                                     | 100 %                                                       |
|                                                             | Les Républicains conservent                                 |                                                             |                                                             |                                                             |

### 2008
| Élection de 2008 du 3e district congressionnel de l'Alabama | Élection de 2008 du 3e district congressionnel de l'Alabama | Élection de 2008 du 3e district congressionnel de l'Alabama | Élection de 2008 du 3e district congressionnel de l'Alabama | Élection de 2008 du 3e district congressionnel de l'Alabama |
| ----------------------------------------------------------- | ----------------------------------------------------------- | ----------------------------------------------------------- | ----------------------------------------------------------- | ----------------------------------------------------------- |
| Parti                                                       | Parti                                                       | Candidat                                                    | Votes                                                       | %                                                           |
|                                                             | Républicain                                                 | Mike Rogers (sortant)                                       | 150 819                                                     | 53,39 %                                                     |
|                                                             | Démocrate                                                   | Joshua Segall                                               | 131 299                                                     | 46,48 %                                                     |
|                                                             | Write-in                                                    | Write-in                                                    | 367                                                         | 0,13 %                                                      |
| Total des votes                                             | Total des votes                                             | Total des votes                                             | 282 485                                                     | 100 %                                                       |
|                                                             | Les Républicains conservent                                 |                                                             |                                                             |                                                             |

### 2010
| Élection de 2010 du 3e district congressionnel de l'Alabama | Élection de 2010 du 3e district congressionnel de l'Alabama | Élection de 2010 du 3e district congressionnel de l'Alabama | Élection de 2010 du 3e district congressionnel de l'Alabama | Élection de 2010 du 3e district congressionnel de l'Alabama |
| ----------------------------------------------------------- | ----------------------------------------------------------- | ----------------------------------------------------------- | ----------------------------------------------------------- | ----------------------------------------------------------- |
| Parti                                                       | Parti                                                       | Candidat                                                    | Votes                                                       | %                                                           |
|                                                             | Républicain                                                 | Mike Rogers (sortant)                                       | 117 736                                                     | 59,42 %                                                     |
|                                                             | Démocrate                                                   | Steve Segrest                                               | 80 204                                                      | 40,48 %                                                     |
|                                                             | Write-in                                                    | Write-in                                                    | 199                                                         | 0,10 %                                                      |
| Total des votes                                             | Total des votes                                             | Total des votes                                             | 198 139                                                     | 100 %                                                       |
|                                                             | Les Républicains conservent                                 |                                                             |                                                             |                                                             |

### 2012
| Élection de 2012 du 3e district congressionnel de l'Alabama | Élection de 2012 du 3e district congressionnel de l'Alabama | Élection de 2012 du 3e district congressionnel de l'Alabama | Élection de 2012 du 3e district congressionnel de l'Alabama | Élection de 2012 du 3e district congressionnel de l'Alabama |
| ----------------------------------------------------------- | ----------------------------------------------------------- | ----------------------------------------------------------- | ----------------------------------------------------------- | ----------------------------------------------------------- |
| Parti                                                       | Parti                                                       | Candidat                                                    | Votes                                                       | %                                                           |
|                                                             | Républicain                                                 | Mike Rogers (sortant)                                       | 175 306                                                     | 64,00 %                                                     |
|                                                             | Démocrate                                                   | John Andrew Harris                                          | 98 141                                                      | 35,83 %                                                     |
|                                                             | Write-in                                                    | Write-in                                                    | 483                                                         | 0,18 %                                                      |
| Total des votes                                             | Total des votes                                             | Total des votes                                             | 273 930                                                     | 100 %                                                       |
|                                                             | Les Républicains conservent                                 |                                                             |                                                             |                                                             |

### 2014
| Élection de 2014 du 3e district congressionnel de l'Alabama | Élection de 2014 du 3e district congressionnel de l'Alabama | Élection de 2014 du 3e district congressionnel de l'Alabama | Élection de 2014 du 3e district congressionnel de l'Alabama | Élection de 2014 du 3e district congressionnel de l'Alabama |
| ----------------------------------------------------------- | ----------------------------------------------------------- | ----------------------------------------------------------- | ----------------------------------------------------------- | ----------------------------------------------------------- |
| Parti                                                       | Parti                                                       | Candidat                                                    | Votes                                                       | %                                                           |
|                                                             | Républicain                                                 | Mike Rogers (sortant)                                       | 103 558                                                     | 66,12 %                                                     |
|                                                             | Démocrate                                                   | Jesse Smith                                                 | 52 816                                                      | 33,72 %                                                     |
|                                                             | Write-in                                                    | Write-in                                                    | 246                                                         | 0,16 %                                                      |
| Total des votes                                             | Total des votes                                             | Total des votes                                             | 156 620                                                     | 100 %                                                       |
|                                                             | Les Républicains conservent                                 |                                                             |                                                             |                                                             |

### 2016
| Élection de 2016 du 3e district congressionnel de l'Alabama | Élection de 2016 du 3e district congressionnel de l'Alabama | Élection de 2016 du 3e district congressionnel de l'Alabama | Élection de 2016 du 3e district congressionnel de l'Alabama | Élection de 2016 du 3e district congressionnel de l'Alabama |
| ----------------------------------------------------------- | ----------------------------------------------------------- | ----------------------------------------------------------- | ----------------------------------------------------------- | ----------------------------------------------------------- |
| Parti                                                       | Parti                                                       | Candidat                                                    | Votes                                                       | %                                                           |
|                                                             | Républicain                                                 | Mike Rogers (sortant)                                       | 192 164                                                     | 66,93 %                                                     |
|                                                             | Démocrate                                                   | Jesse Smith                                                 | 94 549                                                      | 32,93 %                                                     |
|                                                             | Write-in                                                    | Write-in                                                    | 391                                                         | 0,14 %                                                      |
| Total des votes                                             | Total des votes                                             | Total des votes                                             | 287 104                                                     | 100 %                                                       |
|                                                             | Les Républicains conservent                                 |                                                             |                                                             |                                                             |

### 2018
| Élection de 2018 du 3e district congressionnel de l'Alabama | Élection de 2018 du 3e district congressionnel de l'Alabama | Élection de 2018 du 3e district congressionnel de l'Alabama | Élection de 2018 du 3e district congressionnel de l'Alabama | Élection de 2018 du 3e district congressionnel de l'Alabama |
| ----------------------------------------------------------- | ----------------------------------------------------------- | ----------------------------------------------------------- | ----------------------------------------------------------- | ----------------------------------------------------------- |
| Parti                                                       | Parti                                                       | Candidat                                                    | Votes                                                       | %                                                           |
|                                                             | Républicain                                                 | Mike Rogers (sortant)                                       | 147 770                                                     | 63,72 %                                                     |
|                                                             | Démocrate                                                   | Mallory Hagan                                               | 83 996                                                      | 36,22 %                                                     |
|                                                             | Write-in                                                    | Write-in                                                    | 149                                                         | 0,06 %                                                      |
| Total des votes                                             | Total des votes                                             | Total des votes                                             | 231 915                                                     | 100 %                                                       |
|                                                             | Les Républicains conservent                                 |                                                             |                                                             |                                                             |

### 2020
| Élection de 2020 du 3e district congressionnel de l'Alabama | Élection de 2020 du 3e district congressionnel de l'Alabama | Élection de 2020 du 3e district congressionnel de l'Alabama | Élection de 2020 du 3e district congressionnel de l'Alabama | Élection de 2020 du 3e district congressionnel de l'Alabama |
| ----------------------------------------------------------- | ----------------------------------------------------------- | ----------------------------------------------------------- | ----------------------------------------------------------- | ----------------------------------------------------------- |
| Parti                                                       | Parti                                                       | Candidat                                                    | Votes                                                       | %                                                           |
|                                                             | Républicain                                                 | Mike Rogers (sortant)                                       | 217 384                                                     | 67,46 %                                                     |
|                                                             | Démocrate                                                   | Adia McClellan WInfrey                                      | 104 595                                                     | 32,46 %                                                     |
|                                                             | Write-in                                                    | Write-in                                                    | 255                                                         | 0,08 %                                                      |
| Total des votes                                             | Total des votes                                             | Total des votes                                             | 322 234                                                     | 100 %                                                       |
|                                                             | Les Républicains conservent                                 |                                                             |                                                             |                                                             |

### 2022
La Primaire Démocrate a été annulée. Lin Veasey avance vers l'Élection Générale.
| Primaire 2022 du 3e District Congressionnel de l'Alabama | Primaire 2022 du 3e District Congressionnel de l'Alabama | Primaire 2022 du 3e District Congressionnel de l'Alabama | Primaire 2022 du 3e District Congressionnel de l'Alabama | Primaire 2022 du 3e District Congressionnel de l'Alabama |
| -------------------------------------------------------- | -------------------------------------------------------- | -------------------------------------------------------- | -------------------------------------------------------- | -------------------------------------------------------- |
| Parti                                                    | Parti                                                    | Candidat                                                 | Votes                                                    | %                                                        |
|                                                          | Républicain                                              | Mike Rogers (sortant)                                    | 70 843                                                   | 81,9                                                     |
|                                                          | Républicain                                              | Michael Joiner                                           | 15 618                                                   | 18,1                                                     |

| Élection de 2022 du 3e district congressionnel de l'Alabama | Élection de 2022 du 3e district congressionnel de l'Alabama | Élection de 2022 du 3e district congressionnel de l'Alabama | Élection de 2022 du 3e district congressionnel de l'Alabama | Élection de 2022 du 3e district congressionnel de l'Alabama |
| ----------------------------------------------------------- | ----------------------------------------------------------- | ----------------------------------------------------------- | ----------------------------------------------------------- | ----------------------------------------------------------- |
| Parti                                                       | Parti                                                       | Candidat                                                    | Votes                                                       | %                                                           |
|                                                             | Républicain                                                 | Mike Rogers (sortant)                                       | 135 602                                                     | 71,2                                                        |
|                                                             | Démocrate                                                   | Lin Veasey                                                  | 47 859                                                      | 25,1                                                        |
|                                                             | Libertarien                                                 | Thomas Casson                                               | 3 831                                                       | 2,0                                                         |
|                                                             | Indépendant                                                 | Douglas Bell                                                | 3 034                                                       | 1,6                                                         |
| Total des votes                                             | Total des votes                                             | Total des votes                                             | 190 406                                                     | 100 %                                                       |
|                                                             | Les Républicains conservent                                 |                                                             |                                                             |                                                             |

### 2024
| Primaire Républicaine de 2024 du 3e district congressionnel de l'Alabama | Primaire Républicaine de 2024 du 3e district congressionnel de l'Alabama | Primaire Républicaine de 2024 du 3e district congressionnel de l'Alabama | Primaire Républicaine de 2024 du 3e district congressionnel de l'Alabama | Primaire Républicaine de 2024 du 3e district congressionnel de l'Alabama |
| ------------------------------------------------------------------------ | ------------------------------------------------------------------------ | ------------------------------------------------------------------------ | ------------------------------------------------------------------------ | ------------------------------------------------------------------------ |
| Parti                                                                    | Parti                                                                    | Candidat                                                                 | Votes                                                                    | %                                                                        |
|                                                                          | Républicain                                                              | Mike Rogers (sortant)                                                    | 71 242                                                                   | 81,9                                                                     |
|                                                                          | Républicain                                                              | Bryan Newell                                                             | 10 926                                                                   | 12,6                                                                     |
|                                                                          | Républicain                                                              | Barron Rae Bevels                                                        | 4 856                                                                    | 5,6                                                                      |

| Élection de 2024 du 3e district congressionnel de l'Alabama | Élection de 2024 du 3e district congressionnel de l'Alabama | Élection de 2024 du 3e district congressionnel de l'Alabama | Élection de 2024 du 3e district congressionnel de l'Alabama | Élection de 2024 du 3e district congressionnel de l'Alabama |
| ----------------------------------------------------------- | ----------------------------------------------------------- | ----------------------------------------------------------- | ----------------------------------------------------------- | ----------------------------------------------------------- |
| Parti                                                       | Parti                                                       | Candidat                                                    | Votes                                                       | %                                                           |
|                                                             | Républicain                                                 | Mike Rogers (sortant)                                       | 243 848                                                     | 97,9                                                        |
|                                                             | Write-In                                                    | Write-In                                                    | 5160                                                        | 2,1                                                         |
| Total des votes                                             | Total des votes                                             | Total des votes                                             | 249 008                                                     | 100 %                                                       |
|                                                             | Les Républicains conservent                                 |                                                             |                                                             |                                                             |